# Kanton Saint-Chamond-Sud
Der Kanton Saint-Chamond-Sud war von 1985 bis 2015 ein französischer Wahlkreis im Arrondissement Saint-Étienne, im Département Loire und in der Region Rhône-Alpes. Er umfasste den südlichen Teil der Stadt Saint-Chamond und die Gemeinde La Valla-en-Gier.